# José Trinidad González Rodríguez
José Trinidad González Rodríguez (* 12. September 1943 in Jesús María, Nayarit; † 1. April 2024) war ein mexikanischer römisch-katholischer Geistlicher und Weihbischof in Guadalajara.

## Leben
José Trinidad González Rodríguez empfing am 2. April 1972 das Sakrament der Priesterweihe. Er war Pfarrvikar in Cuquío, Jalisco sowie Lehrer und Ausbilder im Diözesanseminar. Er erwarb ein Lizenziat in Dogmatischer Theologie an der Päpstlichen Universität Gregoriana und einen Doktortitel in theologischer Anthropologie an der Universidad Pontificia de México. Als Pfarrvikar in der Region Madre de Dios war er Berater und kirchlicher Assistent mehrerer Laienbewegungen, vor allem der katholischen charismatischen Erneuerungsbewegung.
Am 21. Februar 1997 ernannte ihn Papst Johannes Paul II. zum Titularbischof von Menefessi und bestellte ihn zum Weihbischof in Guadalajara. Der Erzbischof von Guadalajara, Juan Kardinal Sandoval Íñiguez, spendete ihm am 19. März desselben Jahres die Bischofsweihe; Mitkonsekratoren waren der Apostolische Nuntius in Mexiko, Erzbischof Girolamo Prigione, und der Weihbischof in Guadalajara, Adolfo Hernández Hurtado.
Er engagierte sich in der diözesanen Kommission der Laienorganisationen und war den Präsident des Rates für wirtschaftliche Angelegenheiten sowie des Rates für Selig- und Heiligsprechungsverfahren. Im mexikanischen Episkopat war er Mitglied des Ständigen Rates, Delegierter für die Kirchenprovinz Guadalajara, Berater der katholischen charismatischen Erneuerungsbewegung, Mitglied der bischöflichen Kommission vor der Universidad Pontificia de México (UPM) und Delegierter der UPM vor der bischöflichen Kommission für Berufe und Ämter.
Am 21. April 2015 nahm Papst Franziskus das von José Trinidad González Rodríguez aus gesundheitlichen Gründen vorgebrachte Rücktrittsgesuch an. Er starb am 1. April 2024 im Alter von 80 Jahren.